# 南高麗村
南高麗村（みなみこまむら）は埼玉県の南西部、入間郡に属していた村。当初は高麗郡所属であった。

## 地理
- 河川：直竹川

## 歴史
- 1889年（明治22年）4月1日 - 町村制施行により、下直竹村、上直竹村、苅生村、上畑村、下畑村、岩淵村が合併し高麗郡南高麗村が成立する。
- 1896年（明治29年）4月1日 - 高麗郡が入間郡と統合し入間郡となる。
- 1943年（昭和18年）4月1日 - 飯能町、精明村、加治村、元加治村と合併し飯能町を新設する。